# Кинолента
Кинолента или филмова лента (понякога наричана „кинофилм“ подобно на „фотографски филм“) е фотоматериал на прозрачна гъвкава подложка, предназначен за снимане на кинофилми, за изработка на филмови копия и за оптичен звукозапис.
В повечето случаи върху перфорираната подложка са нанесени до няколко слоя фотоемулсия, тъй като записът на изображението и звука върху кинолентата става по фотографски начин.
Проявената кинолента съдържа изображението и (или) фонограмата на кинофилма.

## Формати
Главен критерий при класификацията на форматите при филмовите ленти е тяхната широчина. В началото на XXI век се произвеждат четири основни формата киноленти: 70-mm (65-mm за негатива), 35-mm, 16-mm и 8-Super.
За разлика от фотолентата, част от която се произвежда неперфорирана, всяка произведена кинолента има перфорационни отвори за осигуряване на висока точност на постъпковото преместване на кадрите и устойчивост на изображението върху екрана. Форматите 35, 65 и 70-mm имат двустранна перфорация, 16-mm – както двустранна, така и едностранна, а кинолентата с широчина 8-mm – само едностранна перфорация.
Основните формати на кинолентите и основаните на тях кинематографски системи са посочени в таблицата. Размерите на кадъра (в милиметри) се отнасят за негатива или за обърнатия позитив. Стъпката на кадъра и перфорацията са за позитива.
| Формат на лентата | Кинематографска система | Размер на кадъра | Размер на кадъра | Стъпка на | Стъпка на    | Размери на перфорацията | Размери на перфорацията | Широчина на фонограмата |
| Формат на лентата | Кинематографска система | ширина           | височина         | кадъра    | перфорацията | ширина                  | височина                | Широчина на фонограмата |
| ----------------- | ----------------------- | ---------------- | ---------------- | --------- | ------------ | ----------------------- | ----------------------- | ----------------------- |
| 8-mm              | „8-Super“               | 5,69             | 4,22             | 4,23      | 4,23         | 0,91                    | 1,41                    | 0,69                    |
| 8-mm              | N8                      | 4,9              | 3,55             | 3,81      | 3,81         | 1,83                    | 1,27                    | 0,69                    |
| 16-mm             | с оптична фонограма     | 10,05            | 7,45             | 7,62      | 7,62         | 1,83                    | 1,27                    | 1,5                     |
| 16-mm             | с магнитна фонограма    | 10,05            | 7,45             | 7,62      | 7,62         | 1,83                    | 1,27                    | 2,35                    |
| 16-mm             | Супер-16                | 12,52            | 7.41             | 7,62      | 7,62         | 1,83                    | 1,27                    | липсва                  |
| 35-mm             | Techniscope             | 21,95            | 9,47             | 9,5       | 4,75         | 2,8                     | 1,98                    | 2,54                    |
| 35-mm             | обикновен               | 21,95            | 16               | 19        | 4,75         | 2,8                     | 1,98                    | 2,54                    |
| 35-mm             | широкоекранен           | 21,95            | 18,6             | 19        | 4,75         | 2,8                     | 1,98                    | 2,54                    |
| 35-mm             | каширан 1,85:1          | 21,95            | 12,8             | 19        | 4,75         | 2,8                     | 1,98                    | 2,54                    |
| 35-mm             | Super-35                | 24,9             | 18,7             | 19        | 4,75         | 2,8                     | 1,98                    | липсва                  |
| 35-mm             | VistaVision             | 25,17            | 37,72            | 38        | 4,75         | 2,8                     | 1,98                    | липсва                  |
| 70-mm (65)        | Широкоформатен (5/70)   | 49,7             | 23               | 23,75     | 4,75         | 2,8                     | 1,98                    | 6×1,6                   |
| 70-mm (65)        | IMAX (15/70)            | 52,6             | 70,4             | 71,25     | 4,75         | 2,8                     | 1,98                    | липсва                  |